# Sorcellerie culinaire
Sorcellerie culinaire (scène clownesque), estrenada als Estats Units com The Cook in Trouble i al Regne Unit com Cookery Bewitched, és un curtmetratge mut francès del 1904 dirigit per Georges Méliès. Va ser llançat per la Star Film Company de Méliès i està numerat del 585 al 588 als seus catàlegs.

## Producció
Méliès fa de cuiner a la pel·lícula. Els efectes especials utilitzats inclouen la pirotècnia i l'escamoteig.
L'acció de la pel·lícula és una variació de la "caça de la trampa", un tipus d'espectacular seqüència de persecució especialment associada amb la família Lupino, inclosa Lupino Lane. En la versió de Méliès, les trampes estan dissenyades com a obertures dins del conjunt de la cuina: una finestra, una porta del forn, una olla, un calaix, etc. Describint la pel·lícula als exhibidors britànics, el catàleg de pel·lícules de Charles Urban va anomenar el resultat "acrobàtic".

## Recepció i supervivència
Amb les seves travessies trepidants, dissenyades per crear un ritme visual trepidant en lloc d'avançar una narració, Sorcellerie culinaire s'ha vist com una pel·lícula de Méliès especialment modernista, presagiant el dadaisme i Surrealisme així com les pel·lícules de persecució de Mack Sennett.
Segons el resum del catàleg americà de Méliès, Sorcellerie culinaire va acabar originalment amb la roba del cuiner recuperada de l'olla; falta aquest final a la còpia supervivent de la pel·lícula.